# Chris Owens
Chris Owens (Akron, Ohio; 1 de marzo de 1979) es un exjugador de baloncesto estadounidense. Jugó también un partido en la NBA, además de hacerlo en la CBA, la NBA D-League, la liga ACB, la liga italiana, la liga griega, la liga turca, la Basketball Bundesliga y la liga francesa. Con 2.04 metros de estatura, lo hacía en la posición de ala-pívot. Es el sobrino-nieto del atleta Jesse Owens, ganador de cuatro medallas de oro en los Juegos Olímpicos de Berlín 1936, ciudad donde jugó una temporada en el ALBA Berlín.

## Trayectoria deportiva

### Universidad
Tras jugar un año en la Universidad de Tulane, fue transferido a los Longhorns de la Universidad de Texas en Austin, promediando en total 10,8 puntos y 6,4 rebotes por partido, Acabó su carrera como tercer máximo taponador de la historia del equipo, con 159.

### Profesional
Fue elegido en la cuadragésimo sexta posición del Draft de la NBA de 2002 por Milwaukee Bucks, quienes esa misma noche traspasaron sus derechos a Memphis Grizzlies a cambio de una futura segunda ronda del draft. Pero en los Grizzlies sólo llegó a disputar un partido, en el que anotó 4 puntos y capturó un rebote en 6 minutos de juego ante Houston Rockets, tras el cual fue despedido. Acabó la temporada en los Rapids River Raiders de la USBL.
En 2004 se marchó a jugar al Banca Nuova Trapani de la LegADue italiana, donde jugó una temporada en la que promedió 19,1 puntos y 9,1 rebotes por partido. Al año siguiente recaló en las filas del Club Baloncesto Granada de la liga ACB, donde juega 16 partidos, en los que promedia 6,6 puntos y 4,4 rebotes, antes de rescindir de mutuo acuerdo su contrato con el club en el mes de enero.
Regresa entonces a su país, para jugar con los Sioux Falls Skyforce de la CBA, hasta que recibe la llamada del Panionios de la liga griega, donde acabó la temporada con 15,1 puntos por partido, lo que le sirvió para fichar al año siguiente por el ALBA Berlín de la Basketball Bundesliga, donde jugó una temporada completa promediando 13,5 puntos y 6,3 rebotes por partido.
En 2007 ficha por el Galatasaray de la liga turca, donde disputa 30 partidos en los que promedia 12,8 puntos y 6,3 rebotes. Al año siguiente se marchó al BC Donetsk de la Superliga de Baloncesto de Ucrania, donde en su primera temporada promedió 17,1 puntos y 6,8 rebotes, pero debido a problemas económicos del equipo ucranio tuvo que dejarlo tras 8 partidos disputados de la siguiente campaña. En el mes de febrero ficha por el Panellinios Atenas griego,
Tras un breve paso por el BCM Gravelines de la liga francesa, regresa a Ucrania en 2010, para fichar por el Azovmash Mariupol.
En julio de 2013, tras una temporada inactivo, Owens se incorporó al KTP Basket Kotka de la Korisliiga de Finlandia.

## Selección nacional
Owens representó a los Estados Unidos en la Copa William Jones de 2013 (sin embargo el equipo no estuvo auspiciado por USA Basketball sino por la Professional Basketball Alumni Association).

## Estadísticas de su carrera en la NBA

### Temporada regular
| Temporada | Edad | Equipo            | Liga | P | TIT | MIN | TC  | TCA | %TC  | 3P  | 3PA | %3P | TL  | TLA | %TL | R.OF. | R.DEF. | REB | ASIS | ROB | TAP | PER | FP  | PTS |
| 2002-03   | 23   | Memphis Grizzlies | NBA  | 1 | 0   | 6.0 | 2.0 | 3.0 | .667 | 0.0 | 0.0 |     | 0.0 | 0.0 |     | 1.0   | 0.0    | 1.0 | 0.0  | 0.0 | 0.0 | 1.0 | 0.0 | 4.0 |
| Total     |      |                   | NBA  | 1 | 0   | 6.0 | 2.0 | 3.0 | .667 | 0.0 | 0.0 |     | 0.0 | 0.0 |     | 1.0   | 0.0    | 1.0 | 0.0  | 0.0 | 0.0 | 1.0 | 0.0 | 4.0 |